# Auneau
Auneau – miejscowość i dawna gmina we Francji, w Regionie Centralnym-Dolina Loary, w departamencie Eure-et-Loir. W 2013 roku jej populacja wynosiła 4308 mieszkańców. 
W dniu 1 stycznia 2016 roku z połączenia dwóch ówczesnych gmin – Auneau oraz Bleury-Saint-Symphorien – utworzono nową gminę Auneau-Bleury-Saint-Symphorien. Siedzibą gminy została miejscowość Auneau. 